# Juegos Mediterráneos de 2022
Los XIX Juegos Mediterráneos tuvieron lugar en Orán (Argelia). Tras la decisión del Comité Internacional de los Juegos Mediterráneos el 28 de agosto de 2015 de que la ciudad de Orán los albergase, fue la segunda vez que Argelia organizaba este acontecimiento deportivo, tras haber sido sede de la edición de 1975.
Los juegos se celebraron en dieciséis sedes diferentes entre ellas el nuevo estadio olímpico, Estadio Miloud Hadefi, todas ellas en la ciudad de Orán, y constan de 31 disciplinas deportivas.
En un principio esta edición de los Juegos Mediterráneos se iba a celebrar en junio de 2021, pero finalmente se trasladó a junio de 2022 debido a la pandemia de COVID-19 y al cambio de fechas de los Juegos Olímpicos de Tokio 2020.

## Participantes
Los siguientes países participaron en los Juegos Mediterráneos:
- Albania (50)
- Andorra (11)
- Argelia (324)
- Bosnia y Herzegovina (54)
- Chipre (113)
- Ciudad del Vaticano (1)
- Croacia (110)
- Egipto (191)
- Eslovenia (139)
- España (282)
- Francia (313)
- Grecia (176)
- Italia (371)
- Kosovo (40)
- Líbano (38)
- Libia (14)
- Macedonia del Norte (79)
- Malta (31)
- Marruecos (137)
- Mónaco (17)
- Montenegro (32)
- Portugal (163)
- San Marino (20)
- Serbia (160)
- Siria (26)
- Túnez (175)
- Turquía (322)

## Deportes
| - Atletismo (38) (detalles) - Bádminton (4) (detalles) - Baloncesto 3x3 (2) (detalles) - Balonmano (2) (detalles) - Bochas (12) (detalles) - Petanca (4) - Bola lionesa (4) - Raffa (4) - Boxeo (15) (detalles) - Ciclismo (4) (detalles) - Deportes acuáticos: - Natación (38) (detalles) - Waterpolo (1) (detalles) - Esgrima (6) (detalles) - Fútbol (1) (detalles) - Gimnasia artística (14) (detalles) | - Halterofilia (19) (detalles) - Hípica (2) (detalles) - Judo (14) (detalles) - Karate (10) (detalles) - Lucha (detalles) - Lucha grecorromana (5) - Lucha libre (12) - Taekwondo (8) (detalles) - Tenis (4) (detalles) - Tenis de mesa (4) (detalles) - Tiro con arco (5) (detalles) - Tiro olímpico (11) (detalles) - Vela (detalles) - IQFoil (2) - Laser (2) - Voleibol (2) (detalles) |

## Medallero
País organizador (Argelia)
| Núm. | País                       | Oro | Plata | Bronce | Total |
| ---- | -------------------------- | --- | ----- | ------ | ----- |
| 1    | Italia (ITA)               | 48  | 50    | 61     | 159   |
| 2    | Turquía (TUR)              | 45  | 26    | 37     | 108   |
| 3    | Francia (FRA)              | 21  | 24    | 36     | 81    |
| 4    | Argelia (ALG)              | 20  | 17    | 16     | 53    |
| 5    | España (ESP)               | 16  | 25    | 25     | 66    |
| 6    | Egipto (EGY)               | 13  | 15    | 23     | 51    |
| 7    | Serbia (SRB)               | 13  | 7     | 11     | 31    |
| 8    | Grecia (GRE)               | 10  | 11    | 10     | 31    |
| 9    | Portugal (POR)             | 7   | 10    | 8      | 25    |
| 10   | Túnez (TUN)                | 6   | 8     | 13     | 27    |
| 11   | Eslovenia (SLO)            | 6   | 8     | 9      | 23    |
| 12   | Croacia (CRO)              | 6   | 7     | 10     | 23    |
| 13   | Chipre (CYP)               | 5   | 2     | 7      | 14    |
| 14   | Siria (SYR)                | 4   | 3     | 0      | 7     |
| 15   | Marruecos (MAR)            | 3   | 13    | 17     | 33    |
| 16   | Kosovo (KOS)               | 3   | 0     | 3      | 6     |
| 17   | San Marino (SMR)           | 2   | 1     | 3      | 6     |
| 18   | Albania (ALB)              | 2   | 1     | 1      | 4     |
| 19   | Bosnia y Herzegovina (BIH) | 2   | 0     | 6      | 8     |
| 20   | Montenegro (MNE)           | 1   | 4     | 2      | 7     |
| 21   | Macedonia del Norte (MKD)  | 1   | 0     | 2      | 3     |
| 22   | Mónaco (MON)               | 1   | 0     | 0      | 1     |
| 23   | Malta (MLT)                | 0   | 1     | 0      | 1     |
| 24   | Libia (LBA)                | 0   | 0     | 1      | 1     |

## Transmisión
| Territorio           | Difusor        | Ref         |
| -------------------- | -------------- | ----------- |
| Argelia              | EPTV           | [ 3 ] [ 4 ] |
| Albania              | RTSH           |             |
| Andorra              | RTVA           |             |
| Bosnia y Herzegovina | BHRT           |             |
| Chipre               | CyBC           |             |
| Egipto               | ON Time Sports |             |
| España               | RTVE           |             |
| Francia              | france·tv      |             |
| Grecia               | ERT            |             |
| MENA                 | BeIN Sports    |             |
| Portugal             | RTP            |             |
| Turquía              | TRT            |             |